# Nikolai Stepulov
Nikolai Stepulov   (Narva, 20 de març de 1913 - Tallinn, 2 de gener de 1968) va ser un boxejador, militar i criminal estonià.
Com a boxejador, el 1936 va prendre part en els Jocs Olímpics d'Estiu de Berlín, on guanyà la medalla de plata de la categoria del pes lleuger del programa de boxa. El 1937 també guanyà la medalla de plata al Campionats d'Europa. Entre 1933 i 1937 va guanyar sis títols d'Estònia consecutius. El 1938 es va convertir en professional i va lluitar a Finlàndia, Suècia, Dinamarca i Alemanya amb un balanç de 5 victòries, 5 derrotes i un combat nul. La seva carrera es va veure truncada per la Segona Guerra Mundial. Va intentar tornar a la boxa el 1945, però es va retirar després de quedar segon als campionats d'Estònia.
Durant la seva carrera esportiva servia a l'exèrcit estonià com a soldat, i va ser ascendit a caporal pel seu èxit olímpic. El 1937 va treballar com a missatger al Ministeri d'Afers Econòmics. El 1940, quan les tropes soviètiques van entrar a Estònia, es va allistar a la milícia soviètica i va ser nomenat cap del grup responsable de la recollida d'armes de la Lliga de Defensa d'Estònia (EDL). El 21 de juny de 1940, quan un grup de l'EDL anava a lliurar les seves armes, va ordenar disparar-los, matant-ne 17 i ferint 12 persones més. L'acte va ser condemnadat tant pels estonians com per les autoritats soviètiques. Stepulov va ser arrestat i va passar la major part de la guerra en una presó soviètica. Després d'això va tornar a Estònia i va ocupar feines ocasionals com ara treballador de fàbrica, tallador de gespa, llenyataire, entrenador de boxa i àrbitre. Finalment acabà sent un gran bevedor i acabà involucrat amb delinqüents. El 1955 va ser detingut per robatori i condemnat a set anys. Va ser alliberat després de quatre anys, però tornà a ser detingut unes quantes vegades més per delictes similars. Durant la dècada de 1960 va desenvolupar la malaltia de Parkinson i va morir a l'hospital de la presó central de Tallinn.